# Юдалл, Стюарт
Стюарт Ли Юдалл (англ. Stewart Lee Udall; 31 января 1920, Сент-Джонс, штат Аризона, США — 20 марта 2010, Санта-Фе, штат Нью-Мексико, США) — американский государственный деятель, министр внутренних дел США (1961—1969).

## Биография
Родился в семье мормонов председателя Верховного суда штата Аризона Леви Стюарта Юдалла. Сам он говорил о себе как о не практиковавшим учение мормонов. Изучал право в Университете Аризоны, прервав учебу на время службы в авиационном корпусе военно-воздушных сил США во время Второй мировой войны; был наводчиком бомбардировщика Consolidated B-24 Liberator в ходе освобождения Италии. В 1948 году завершил своё образование и начал карьеру в качестве адвоката в Тусоне.
В 1955—1961 гг. — член Палаты представителей конгресса США от Аризоны, Работал в составе комитетов по внутренним делам и островов и труду и образованию. С одной стороны, он участвовал в разработке такого водного инфраструктурного проекта как плотина Глен Каньон на реке Колорадо, с другой стороны, активно занимался вопросами защиты природных ландшафтов. Вместе с сенатором Джоном Кеннеди участвовал в работе над программой реформирования рынка труда и содействия занятости и поддержал кандидатуру Кеннеди на пост президента в 1960 г.
В 1961—1969 гг. — министр внутренних дел США. На этой должности сформировал ключевые направления последующей экологической политики США и её законодательного обеспечения. Была создана национальная система заповедных территорий, в 1968 г. был принят «Закон о заповедных реках», исключавший их из сферы деятельности гидроэнергетики. Была создана система национальных экологических троп (англ. National Trails System), призванная популяризировать наиболее значимые природные достопримечательности. Принятие законов «О дикой природе» и «Об исчезающих видах» позволило определить наиболее охраняемые в США территории и представителей растительного и животного мира, находящихся под защитой государства. В законах «О чистом воздухе» (1963) и «О качестве воды» (1965) были заложены предельные значения их загрязнения и определены механизмы создания специальных защитных зон.
В годы его нахождения на должности появились четыре новых национальных парка, шесть национальных памятников, особый статус приобрели восемь водных объектов, появились девять национальных зон отдыха и 56 специальных приютов для диких животных. Оказывалась поддержка специальным научным и просветительским фондам.
Однако министр подвергался критике экологических движений за свою приверженность строительству плотин для орошения и выработки электроэнергии на юго-западе США. В частности, после появления плотины на реке Колумбия близ Портленда, штат Орегон была затоплена часть национального парка Гранд-Каньон. Неоднозначно с точки зрения эффективности оценивается и проект создания крупнейшего оросительного канала в США, Central Arizona Project, который Юдалл активно отстаивал и план создания которого был утвержден в 1968 г.
Его планы по развитию бизнеса в индейских резервациях не были реализованы и были отклонены в 1967 г., однако они были восприняты при принятии «Закона о самоуправлении индейских общин и помощи в образовании» (1975).
После ухода в отставку являлся приглашенным профессором в Йельском университете, в котором основал «мозговой центр» для реализации экологической политики и права. Работал адвокатом сначала в Фениксе, штат Аризона, затем в Санта-Фе, в Нью-Мексико. В 1970-х и 1980-х гг. представлял в интересы индейцев навахо из штатов Невада, Юта и Аризона в процессах против федерального правительства Соединенных Штатов из-за загрязнения территории их проживания вследствие добычи урана и испытаний ядерного оружия. Одержать победу в суде не удалось из-за действия доктрины США о суверенном иммунитете, после чего Юдалл добился в 1990 г. принятия специального закона «О риске облучения» (Radiation Exposure Act), по которому пострадавшие от уранового производства и испытаний ядерного оружия должны были получать компенсацию в 100000 $.
Он также занимался публицистикой и писал о проблемах охраны окружающей среды и энергетической политике. Его самая известная книга, «Тихий кризис», посвященная проблемам экологии, была опубликована в 1963 году и стала ответом на книгу Рейчел Карсон «Безмолвная весна» (1962).
Брат политика, Мо Юдалл, избирался в Конгресс и был одним из кандидатов в президенты (1976), уступивших в ходе праймериз от Демократической партии Джимми Картеру. Сын политика, Том Юдалл, и его племянник, Марк Юдалл, были членами Сената США.